# Mount Lunde
Mount Lunde är ett berg i Antarktis. Det ligger i Östantarktis. Australien gör anspråk på området. Toppen på Mount Lunde är 115 meter över havet.
Terrängen runt Mount Lunde är platt söderut, men norrut är den kuperad. Havet är nära Lunde åt sydväst. Trakten är obefolkad. Det finns inga samhällen i närheten.